# Capricorn Coast

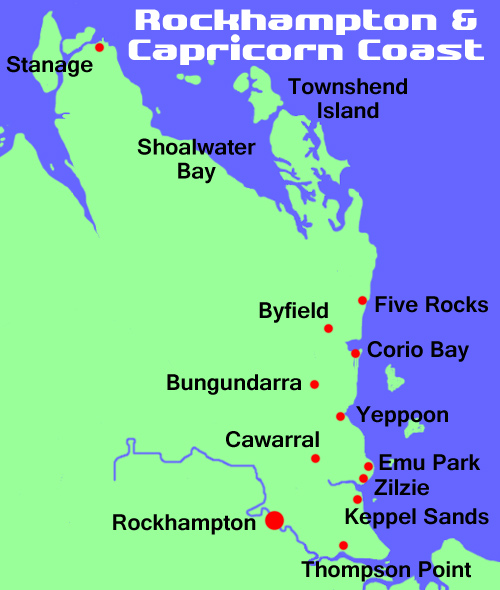
Capricorn Coast

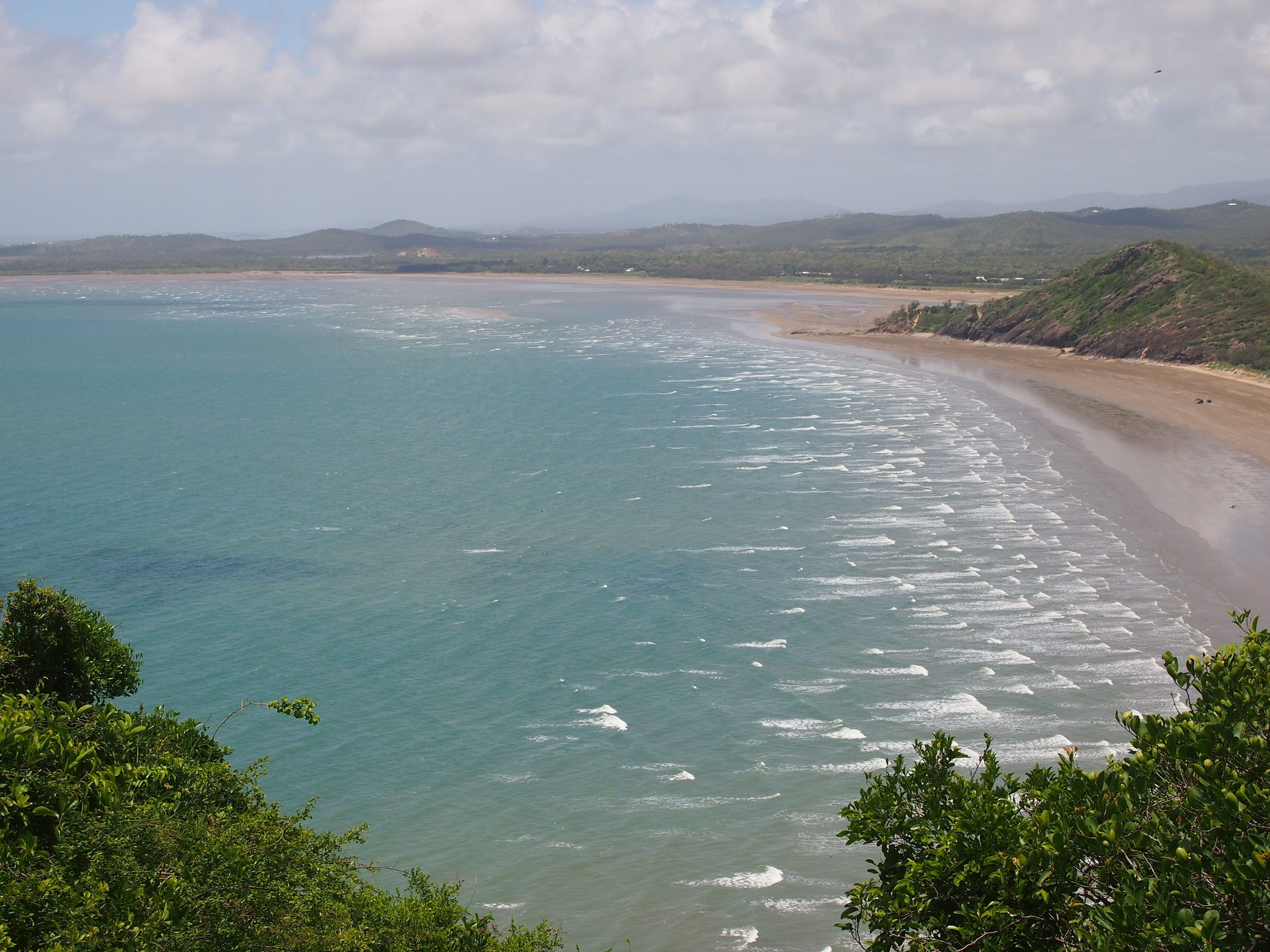
Capricorn Coast National Park

De Capricorn Coast is een kustgebied in centraal Queensland in Australië. Het is het gebied van Keppel Sands in het zuiden en Byfield en Shoalwater Bay in noorden.
Het ligt langs en noordelijk van de kreeftskeerkring. Er zijn geen exacte geografische grenzen. In het algemeen gaat men ervan uit dat het zich uitstrekt van Stanage Bay in het noorden tot de Fitzroyrivier in het zuiden en in het binnenland tot ongeveer Rockhampton. Een groot deel van de noordelijke helft bestaat uit het Shoalwater Bay militaire trainingsgebied en is niet toegankelijk voor onbevoegden. De zuidelijke helft ligt aan Keppel Bay, een brede maar ondiepe baai omringd met eilandjes. Het grootste en bekendste eiland hiervan is Great Keppel Island.
Het gebied heeft een tropisch klimaat met hete zomers en zachte winters. Ondanks dat het in de zuidelijke tropen ligt wordt het gespaard van de hoge temperaturen en extreme luchtvochtigheid van Noord Queensland. De combinatie van het warme weer en de nabijheid van de toegankelijke baai heeft geleid tot een ontspannen levensstijl die zich in en rond de oceaan afspeelt. 
Yeppoon is het grootste dorp van de Capricorn Coast en het administratieve centrum van Livingstone Shire. De 20 kilometer lange kuststrook tussen Yeppoon en Emu Park bevat allerlei grotten, smalle baaien en landtongen. Dit zijn de overblijfselen van vulkaanuitbarstingen en zorgen ervoor dat het water ondiep is en de stranden redelijk veilig zijn.